# Keuchingen
Keuchingen est un quartier de la commune allemande de Mettlach en Sarre.

## Histoire
Village cédé au royaume de France par la convention du premier juillet 1778.
Ancienne commune de Moselle du canton de Sierck sous le nom de Keuching, cédé à la Prusse en 1815.

## Lieux et monuments

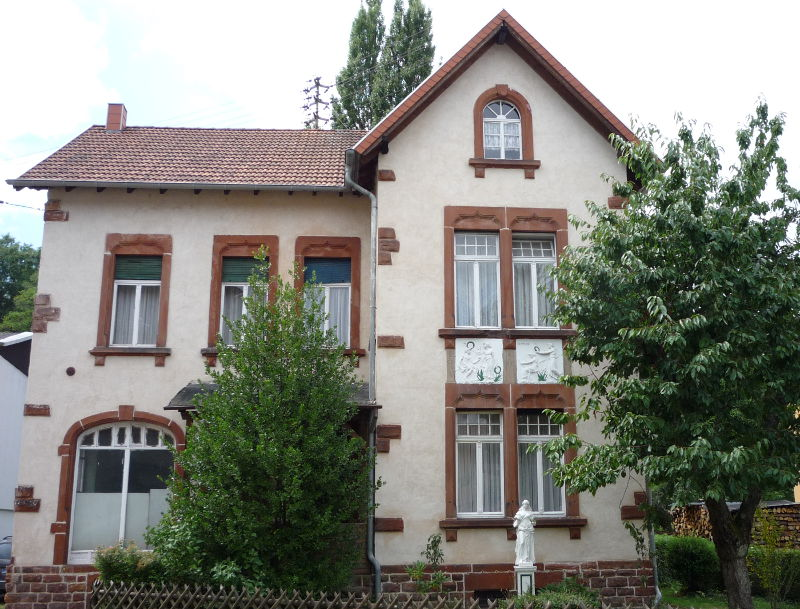
Maison de l'artisan alsacien Jean-Baptiste Stahl qui travailla pour Villeroy & Boch et vécut à Keuchingen jusqu'à sa mort.
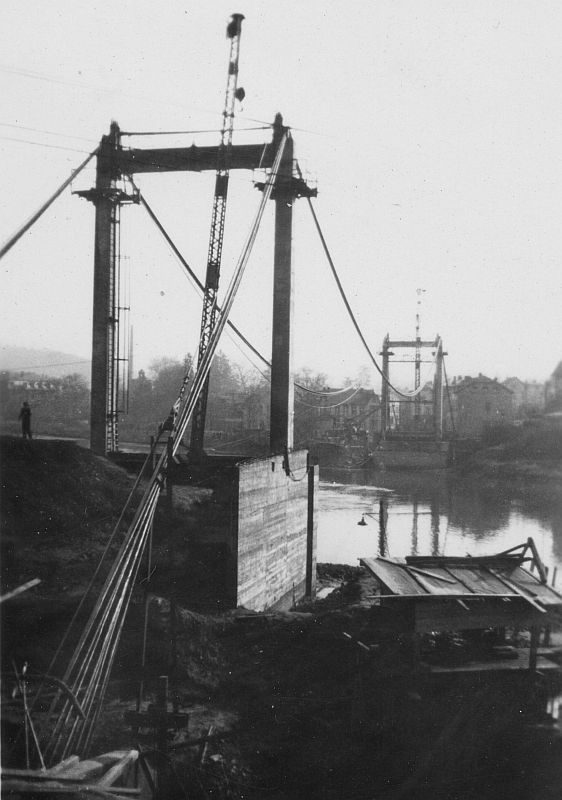
Troisième pont, construit après la Seconde Guerre mondiale.